# Barricada

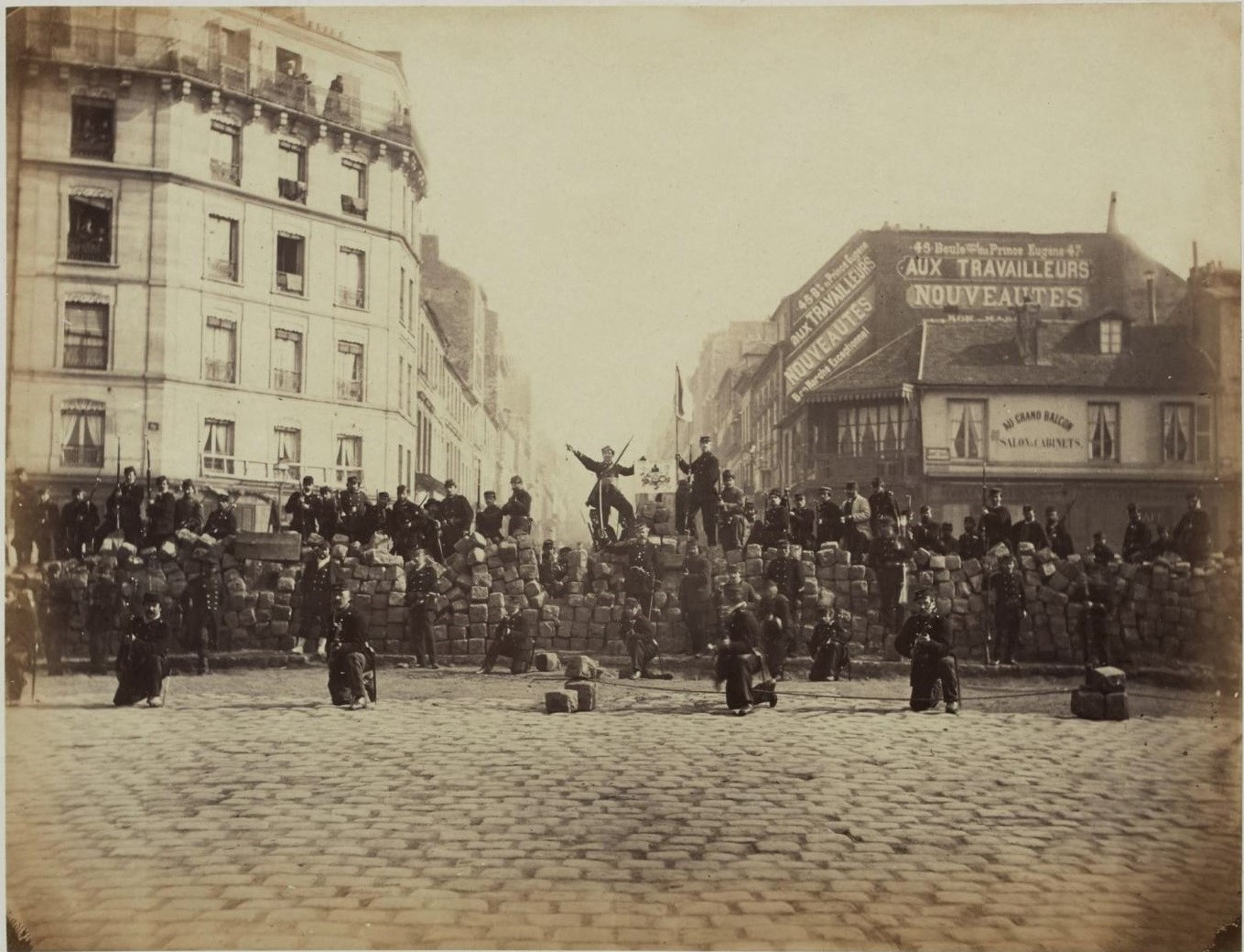
Barricada de guardias nacionales durante la Comuna de París, 1871.

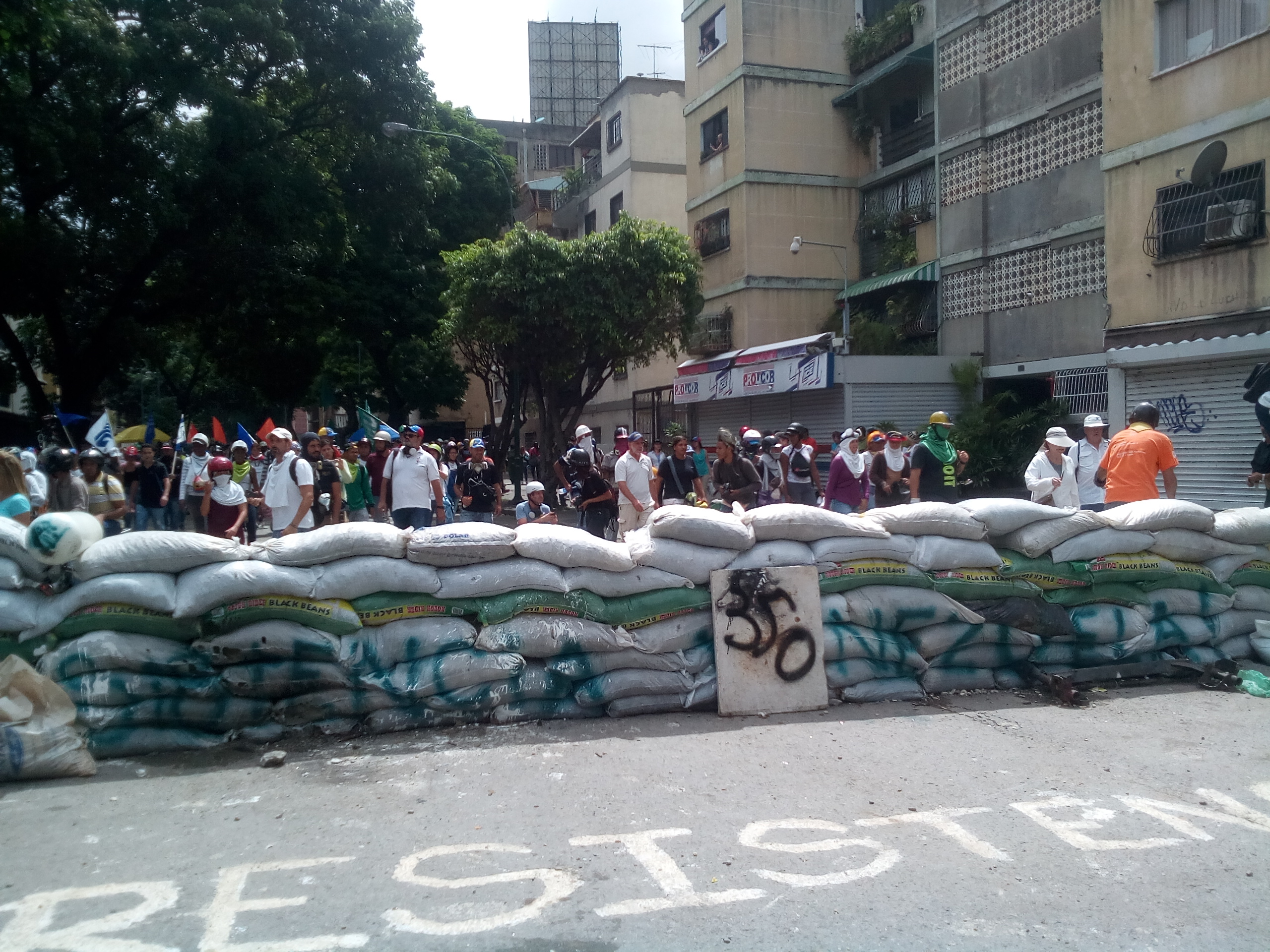
Barricadas hecha durante las protestas en Venezuela de 2017.

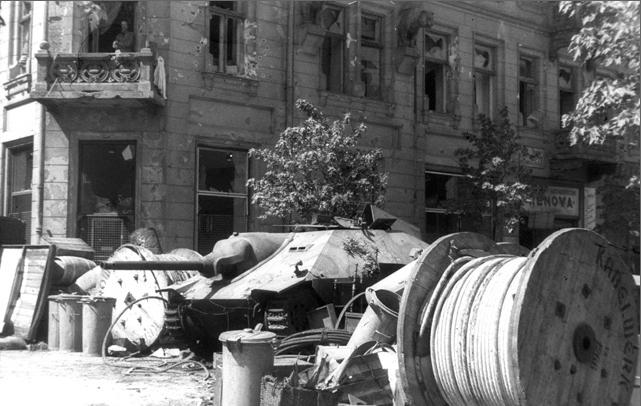
Barricada polaca durante el alzamiento de Varsovia en 1944.

Una barricada es un obstáculo o parapeto improvisado que se hace con barricas, carruajes volcados, palos, piedras, etc. 
La palabra proviene del francés, debido a que se usaban toneles para construirlas. Sirve para estorbar el paso al enemigo y es de más uso en las revueltas populares que en el arte militar.
Su primer empleo documentado se remonta a 1588, en París, durante el célebre día de las barricadas. Posteriormente, se recurrió a ellas en:
- en la propia capital en 1648 para derribar a Mazarino
- en 1830 para hacer frente a las tropas de Carlos X
- en las jornadas de febrero de 1848.
- en los días de la Comuna de París, en 1871.

En España, han sido muchas las ocasiones en que se han levantado barricadas, especialmente en Madrid en 1854 cuando la insurrección vicalvarista, en 1856 y en 1866. En Barcelona recuerdan las de 1856 y en Valencia, Cádiz, Sevilla, recuerdan las que se levantaron durante el periodo revolucionario.